# Shomingeki
Le Shomingeki (庶民劇, littéralement « théâtre populaire ») est un genre de cinéma ou de théâtre néo-réaliste japonais. 
Sa caractéristique est de s'intéresser à la vie des gens de la classe moyenne. Le terme a été créé par les critiques occidentaux, les japonais préférant parler de Shōshimin-eiga  (小市民映画).
Mikio Naruse (1905-1969) , Yasujirō Ozu (1903-1963) et Heinosuke Gosho (1902-1981) sont des réalisateurs majeurs du genre. 